# Angelico Benincasa
Angelico Benincasa, al secolo Bartolomeo (Sassuolo, 6 dicembre 1728 – Camerino, 17 maggio 1815), è stato un arcivescovo cattolico e religioso italiano.

## Biografia
Nato a Sassuolo nel 1728, Bartolomeo era il secondogenito di Luigi e Lucrezia Baggi, che ricevettero il titolo di conti nel 1777. Dopo gli studi di lettere, entrò nell'Ordine dei cappuccini (con il nome di Angelico), di cui divenne sacerdote nel 1751. Fu lettore di teologia, e successivamente fu nominato definitore provinciale e poi generale. Durante questo periodo fu chiamato come predicatore in diverse città italiane, tra cui nella cattedrale di Napoli, nella basilica di San Pietro e a Firenze.
Venne eletto ministro generale dell'Ordine dei cappuccini nel capitolo generale del 1789. Papa Pio VI lo nominò arcivescovo di Camerino alla fine del suo mandato da ministro generale, nel 1796. Fu consacrato il 10 luglio dal duca di York, il cardinale Enrico Benedetto Stuart, nella cattedrale di Frascati.
Morì il 17 maggio 1815, in una modesta proprietà dove viveva, e che preferiva al palazzo vescovile.

## Genealogia episcopale
La genealogia episcopale è:
- Cardinale Scipione Rebiba
- Cardinale Giulio Antonio Santori
- Cardinale Girolamo Bernerio, O.P.
- Arcivescovo Galeazzo Sanvitale
- Cardinale Ludovico Ludovisi
- Cardinale Luigi Caetani
- Cardinale Ulderico Carpegna
- Cardinale Paluzzo Paluzzi Altieri degli Albertoni
- Papa Benedetto XIII
- Papa Benedetto XIV
- Papa Clemente XIII
- Cardinale Enrico Benedetto Stuart
- Arcivescovo Angelico Benincasa